# Engelbert Kirschbaum

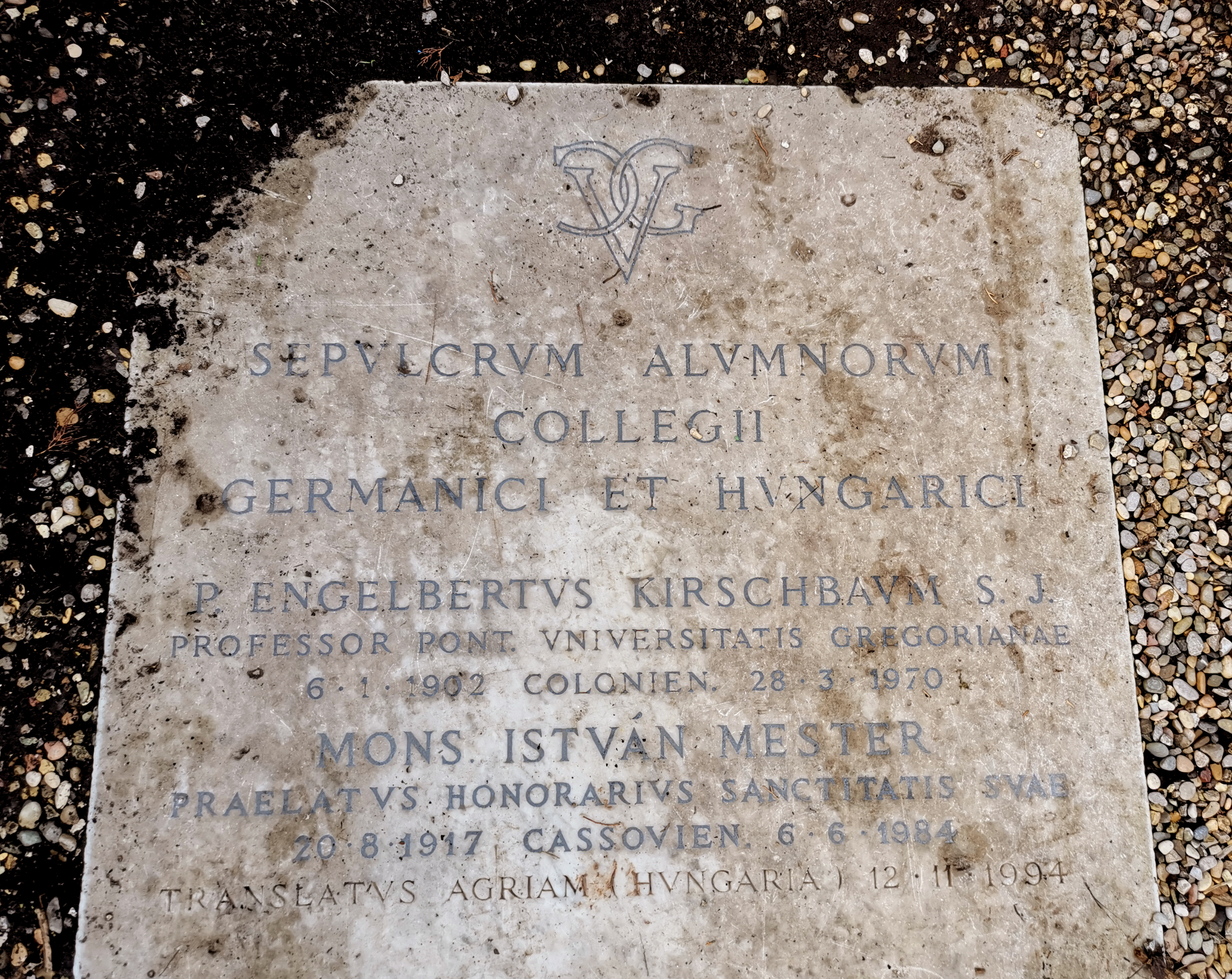
Grab auf dem Campo Santo Teutonico, Rom

Engelbert Kirschbaum (* 6. Januar 1902 in Köln; † 28. März 1970 in Rom, Campo Santo Teutonico) war Jesuit und ein Christlicher Archäologe.

## Leben
Der Sohn des Großkaufmanns Jakob Kirschbaum und seiner Frau Emilie Wagner kam in Köln zur Welt und blieb dort bis zum Abschluss des Abiturs. Danach trat er in das Noviziat der Jesuiten in ’s-Heerenberg ein. Das Theologiestudium an der ordenseigenen Universität in Valkenburg unterbrach er 1926. Er studierte stattdessen Kunstgeschichte in München und wurde 1928 zum Dr. phil. promoviert. 1929 schloss er das Theologiestudium ab und wurde 1931 zum Priester geweiht.
Nun studierte er von 1932 bis 1934 Klassische Archäologie am Päpstlichen Institut für christliche Archäologie, wo ihm eine zweite Promotion gelang. Er arbeitete als Professor an der theologisch-philosophischen Lehranstalt St. Georgen in Frankfurt/M.
Seit 1939 wirkte er als Professor für Christliche Archäologie und Kunstgeschichte an der Päpstlichen Universität Gregoriana in Rom. Von 1949 bis 1958 war er gleichzeitig Direktor des römischen Instituts der Görres-Gesellschaft. Zusammen mit seinem Sekretär und späteren Vizedirektor Ludwig Voelkl (1899–1985) reaktivierte er das Institut und die Römische Quartalschrift.
Er war einer der 1940–49 an den Ausgrabungen unter dem Petersdom auf der Suche nach dem Grab des Apostels Petrus beteiligten Gelehrten. Im Zuge dieser Ausgrabungen wurde die Vatikanische Nekropole freigelegt. Bekannt wurde er durch sein Buch Die Gräber der Apostelfürsten, das die Ergebnisse dieser Arbeiten einem breiteren Publikum bekanntmachte.
Nach langer Krankheit verstarb Engelbert Kirschbaum am 28. März 1970. Er wurde am 31. März in einer Grabstätte des Pontificium Collegium Germanicum et Hungaricum de Urbe auf dem Campo Santo Teutonico beigesetzt. Obwohl er kein Mitglied der Campo-Santo-Bruderschaft war, wurde ihm diese Ehre noch zu Lebzeiten wegen seiner Verdienste zuteil.

## Ehrungen
- 1954: Ehrendoktorwürde der Literatur (DLitt. h.c.), National University of Ireland[1]
- 1956: Großes Verdienstkreuz der Bundesrepublik Deutschland

## Schriften
- Deutsche Nachgotik. Ein Beitrag zur Geschichte der kirchlichen Architektur von 1550–1800, Augsburg 1930 (= Dissertation)
- P. Giuseppe Marchi S. I. (1795–1860) und Giovanni B. de Rossi (1822–1894), in: Gregorianum 21 (1940), S. 563–606.
- Die Grabungen der Basilika von St. Peter in Rom, in: Das Münster 2 (1949), S. 395–406.
- mit Ludwig Hertling: Die römischen Katakomben und ihre Märtyrer, Wien 1950. 2. Aufl. 1955
- Die Gräber der Apostelfürsten, Frankfurt 1957. 3. Aufl. 1974